# Jean Parent
Jean Eugène Ferdinand Parent (ur. 7 maja 1928 w Lille, zm. 9 lutego 2019 w Marcq-en-Barœul) – francuski szablista, dwukrotny medalista mistrzostw świata.
Podczas mistrzostw świata w Kairze w 1949 roku Francuzi w składzie: Jacques Lefèvre, Jean Levavasseur, Jean Parent i Jean-François Tournon wywalczyli drużynowo srebrny medal. Wynik ten Francuzi z Parentem w składzie powtórzyli na mistrzostwach świata w Monte Carlo rok później.
Na igrzyskach olimpijskich w Londynie w 1948 roku drużynowo był piąty, a indywidualnie nie startował. Był to jego jedyny start olimpijski.